# Галиполи (околия)
Околия Галиполи (на турски: Gelibolu ilçesi) е околия, разположена във вилает Чанаккале, Турция. Общата й площ е 806 км2. Според оценки на Статистическия институт на Турция през 2019 г. населението на околията е 44 346 души. Административен център е град Галиполи.